# Ејвон на Мору (Њу Џерзи)
Ејвон на Мору (енгл. Avon-by-the-Sea) град је у америчкој савезној држави Њу Џерзи.

## Демографија
По попису из 2010. године број становника је 1.901, што је 343 (-15,3%) становника мање него 2000. године.
| Група             | 2000.         | 2010.         |
| Белци             | 2.149 (95,8%) | 1.794 (94,4%) |
| Афроамериканци    | 12 (0,5%)     | 6 (0,3%)      |
| Азијати           | 20 (0,9%)     | 12 (0,6%)     |
| Хиспаноамериканци | 54 (2,4%)     | 71 (3,7%)     |
| Укупно            | 2.244         | 1.901         |